# Guernseiès
El guernseiès o guernseiés és un idioma propi de l'illa de Guernsey. Aquesta illa va formar part de Normandia fins que aquesta última va ser conquerida pels reis francesos. Una forma de la llengua normanda desenvolupada a les Illes del Canal i va sobreviure durant centenars d'anys.

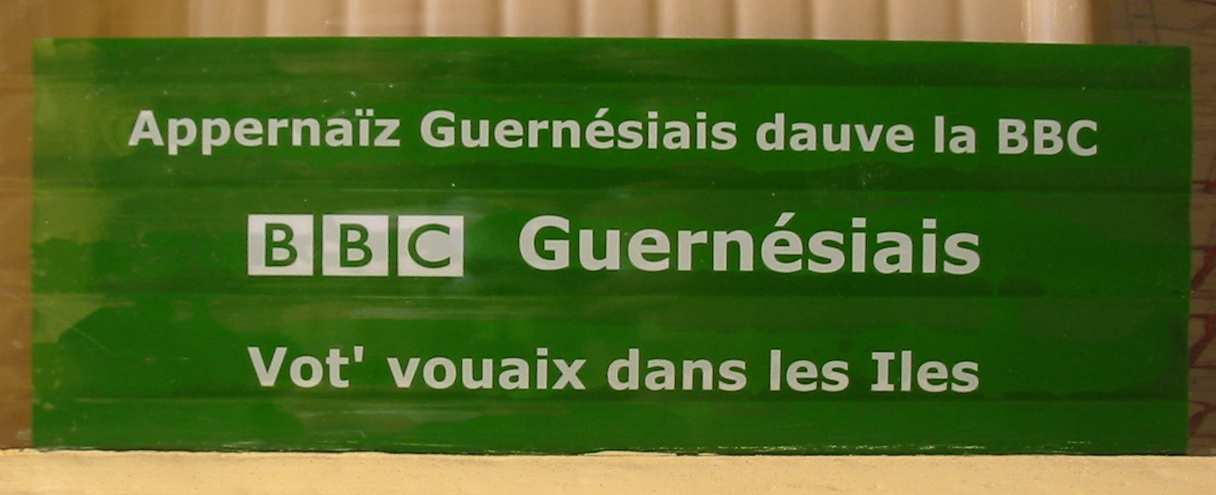
El guernseiès a la BBC

És mútuament intel·ligible amb el jerseiès, llengua pròpia de l'illa de Jersey
El principal poeta en llengua guernseiesa va ser Georges Métivier (1790-1881).
El cens de 2001 mostra que 1.327 (que és el 2% dels habitants de l'illa) parlen aquest idioma d'una forma fluida. S'ha de tenir en compte però que el 70% dels parlants tenen 64 anys o més i entre els joves només el 0,1% saben parlar el guernseiès.

## Exemples
| Guernseiès                   | Anglès                                  | Francès                                                           |
| Quaï temps qu'i fait?        | What's the weather like?                | Quel temps fait-il ? Col·loquial: Quel temps qu'il fait ?         |
| I' fait caoud ogniet         | It's warm today                         | Il fait chaud aujourd'hui                                         |
| Tchi qu'est vote naom?       | What's your name?                       | Comment vous appelez-vous ? Quel est votre nom?                   |
| Coume tchi que l'affaire va? | How are you? Lit. How's business going? | Comment vont les affaires ? Coll: comment que vont les affaires ? |
| Quaï heure qu'il est?        | What's the time?                        | Quelle heure est-il ? Coll: Quelle heure qu'il est ?              |
| À la perchoine               | See you next time                       | Au revoir À la prochaine                                          |
| Mercie bian                  | Thank you very much                     | Merci beaucoup Coll: Merci bien                                   |
| chén-chin                    | this                                    | ceci                                                              |
| ch'techin                    | this one                                | celui-ci                                                          |
| Lâtchiz-mé                   | Leave me                                | Laissez-moi                                                       |